# New rave
New rave (o Nu rave) è un termine, coniato dalla rivista NME, che sta ad indicare un genere musicale comprendente elementi di musica elettronica, disco, punk e new wave. Nato nel Regno Unito durante il 2006, ha, come principali esponenti, Klaxons, Trash Fashion, New Young Pony Club,, Hadouken!, Late of the Pier, Test Icicles, Bono Must Die e Shitdisco.
L'estetica del New Rave richiama molto quella della cultura rave, poiché i concerti sono spesso incentrati su effetti visivi psichedelici. Inoltre, durante tali spettacoli, è possibile vedere neon, barrette fluorescenti e vestiti con colori sgargianti (elementi adottati anche dall'estetica Tecktonik).
Il termine New Rave viene spesso attribuito, erroneamente, a ogni gruppo rock, e non solo, che presenti delle influenze di musica elettronica, quali ad esempio i Cansei de Ser Sexy.

## Origine del termine
Il termine fu utilizzato per la prima volta da Joe Daniel, fondatore della Angular Records, e venne inserito nel poster An Angular Disco che pubblicizzava il primo concerto dei Klaxons. In seguito gli stessi Klaxons dichiararono di non appartenere al new rave, descrivendo quest'etichetta come uno scherzo che è sfuggito di mano, e sostenendo che inizialmente il termine era utilizzato ironicamente e senza reale intenzione di definire la propria musica.
La rivista musicale britannica NME è in gran parte responsabile della divulgazione del termine per tutto il 2006 e il 2007, fino a quando a metà delle recensioni del 2008 ha affermato "la New Rave è finita". Il genere ha connotazioni di essere una "nuova" versione della musica ascoltata ai rave, oltre ad essere una citazione del termine "new wave".